# 소주차만행
《소주차만행》(중국어: 少主且慢行, 한어 병음: Shǎo zhǔ qiě màn xíng, 월병: 사오주체만싱, 영어: I've Fallen For You 아이브 펄런 퍼 유[*])은 2020년 방송되었던 중국의 드라마이다.

## 소개
- 러블리 직진녀 전삼칠과 막무가내 도련님 조착의 초달달 로맨스 드라마

## 등장 인물
- 위수신 - 전삼칠 역
- 류이창 - 조착 역
- 낙명할 (Jack Lok) - 백일비 역
- 진호람 (Anna Hollen) - 하약요 역
- 류신 (刘迅) - 하진 역
- 장원곤 (张元坤) - 이가 역
- 차오밍웨 - 단설미 역
- 장자맹 (Olive) - 하금심 역
- 려한표 (闾汉彪) - 조전대 역
- 왕위 (Winnie) - 무몽 역